# Geschichte der Oker in Wolfenbüttel

Übersichtsplan des Wolfenbütteler Stadtgebiets mit Okerlauf

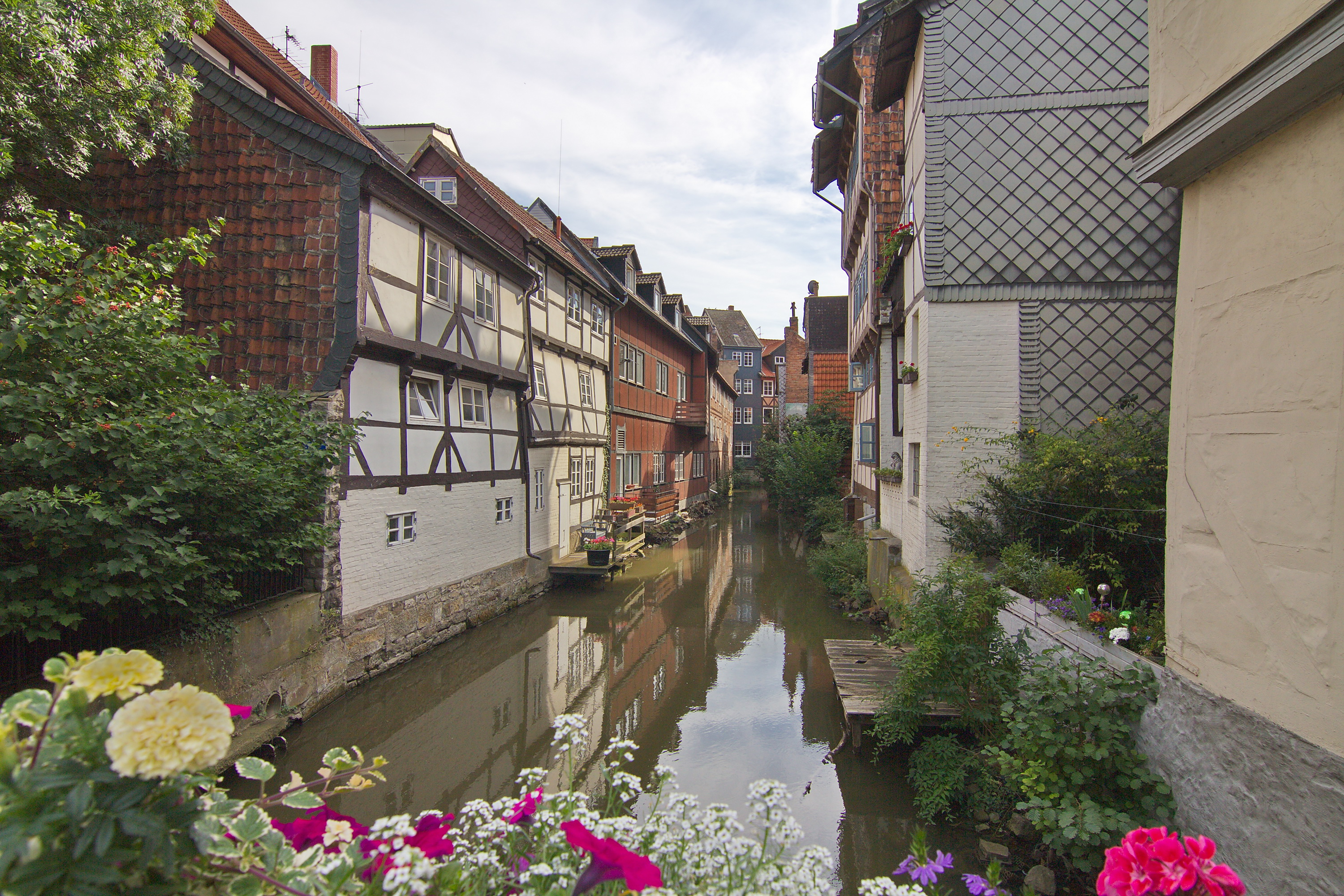
Als Klein Venedig wird dieser Abschnitt des Großen Kanals in der Wolfenbütteler Innenstadt bezeichnet.

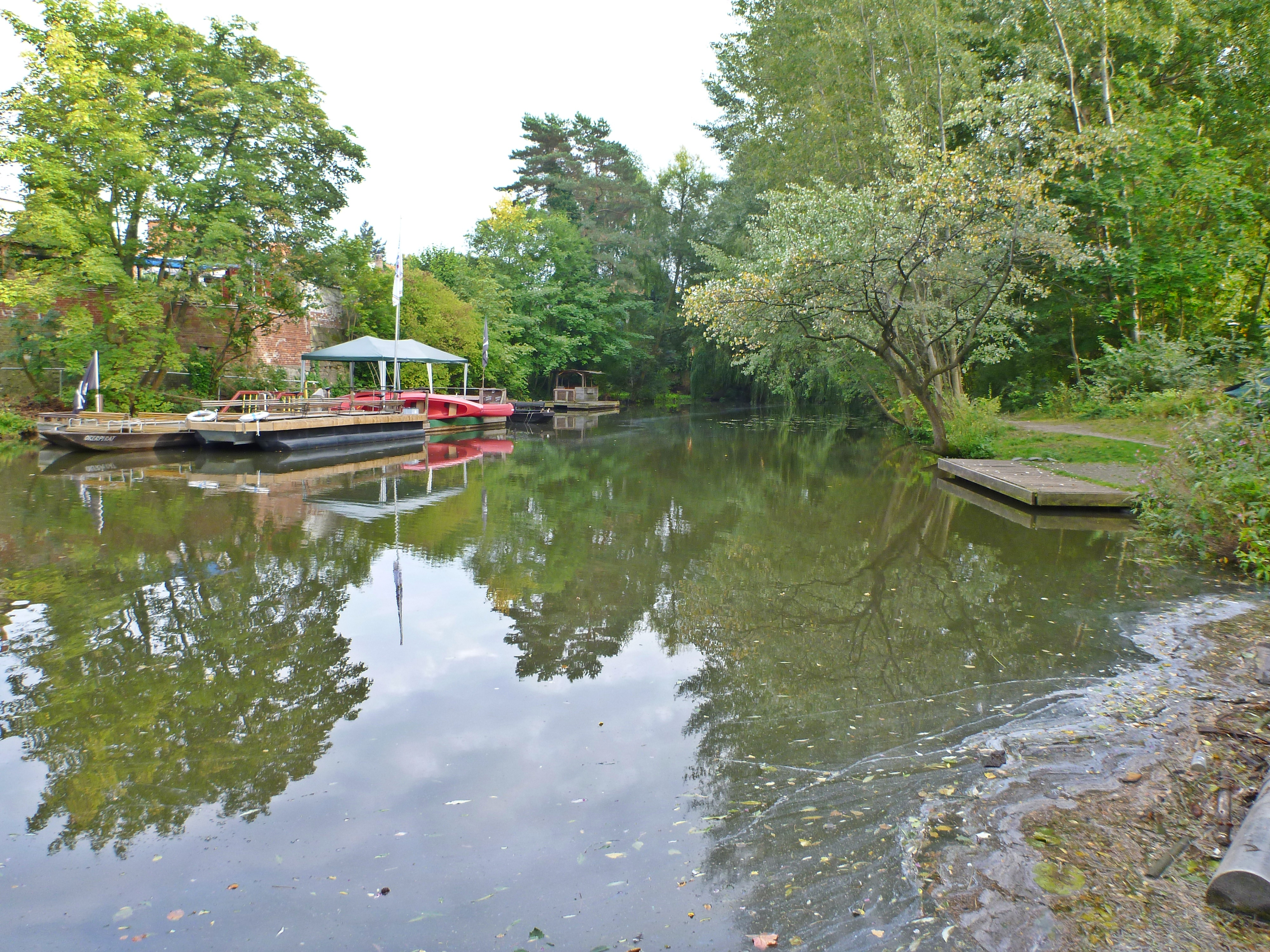
Stimmungsbild am Ostgraben bei der Marktstraße

Die Oker in Wolfenbüttel erstreckt sich von Halchter im Süden bis Groß Stöckheim im Norden. Außerhalb der Kernstadt Wolfenbüttels fließt die Oker in der ursprünglichen Aue, die vorwiegend durch Ackerbau geprägt wird, während der von Menschenhand geschaffene Verlauf in der Kernstadt auf verschiedene Phasen der Stadtentwicklung und den Bastionsbau zurückgeht.
Zwei Okerarme umschließen den historischen Stadtkern von Dammfeste und Heinrichstadt. Vom südlichen Arm zweigt am Schulwall ein Graben ab, der an der Hauptschleuse zum Schloss und in Gegenrichtung zur Kommisse verzweigt, wo er als Großer Kanal die Innenstadt in Nordrichtung durchquert. Hier handelt es sich um die Reste einer umfangreicheren historischen Grachtenanlage aus dem  16. Jahrhundert, die von Hans Vredeman de Vries bei der Erweiterung der Heinrichstadt gestaltet worden ist. Am Großen Kanal ist eine der wohl bekanntesten Attraktionen Wolfenbüttels zu sehen, der vollständig von Häusern gesäumte Abschnitt mit dem Namen Klein Venedig.
Der Artikel behandelt den heutigen Verlauf der Oker sowie das historische Grabensystem, auf das die zahlreichen Informationstafeln des städtischen Projektes Wolfenbütteler Wasserwege hinweisen.

## Heutiger Okerverlauf

### Die Flussaue oberhalb der Kernstadt

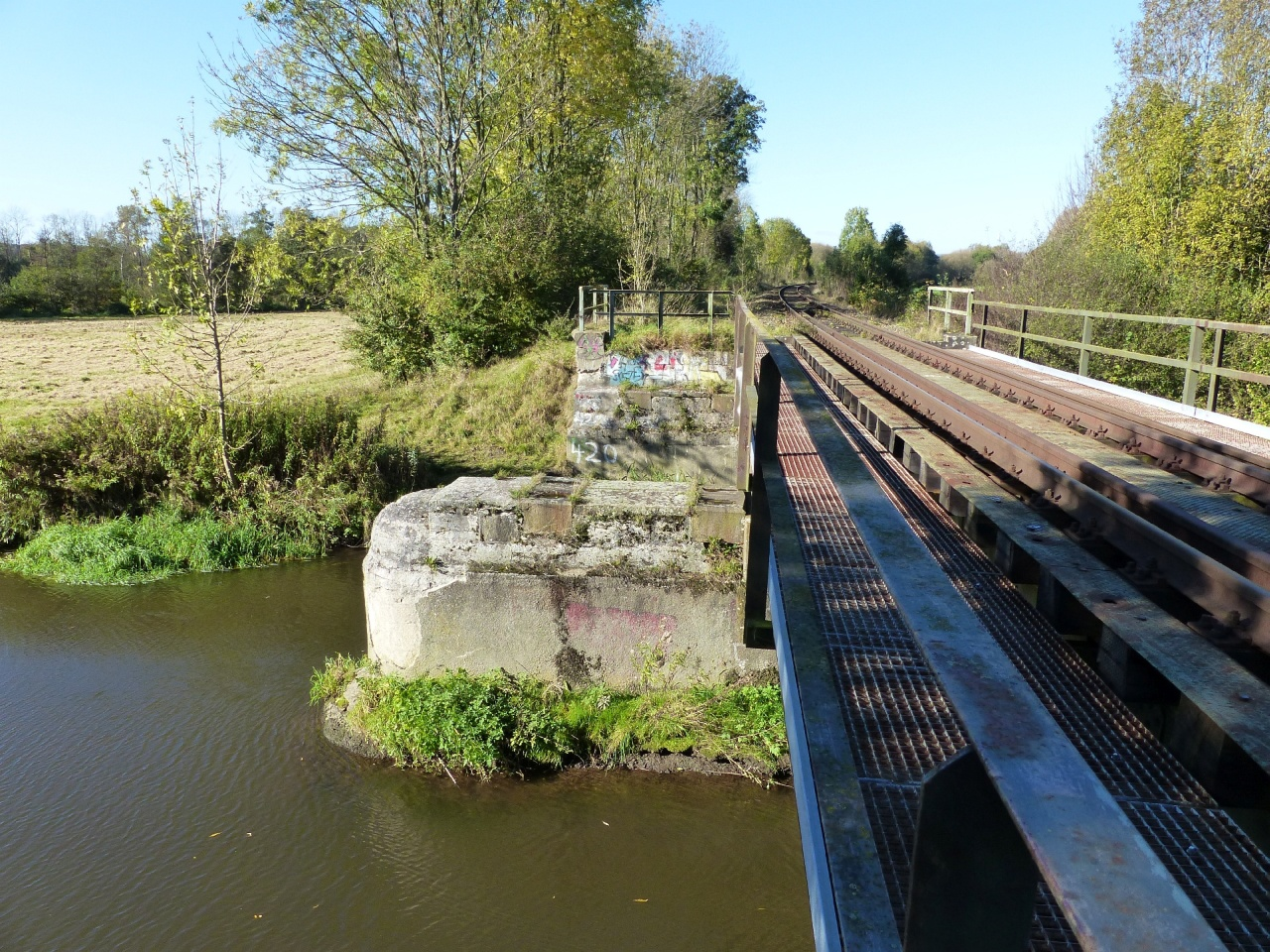
Die südliche Okeraue wird bei Halchter durch Bahnstrecken und deren Brücken gestaltet.

Die Oker erreicht die heutige Stadtgrenze zwischen Ohrum und Halchter auf Höhe des Bungenstedter Turms, wo ihr ursprünglicher, mäandrierender Verlauf bis zur Einmündung der Altenau die Grenze zwischen Wolfenbüttel und der Samtgemeinde Elm-Asse bildet. Zwischen Halchter auf der linken und der Okertalsiedlung auf der rechten Seite fließt sie durch die zunächst landwirtschaftlich genutzte, im weiteren Verlauf wiesenreiche und baumbestandene Aue. Sie wird von stählernen Eisenbahnbrücken der Bahnstrecken Braunschweig–Bad Harzburg und Wolfenbüttel–Schöppenstedt und weiter flussabwärts von der nach Wendessen führenden Halberstädter Straße überquert. Hier liegen am Ostufer die Lindenhalle, eine Sportanlage und der Stadtteil Linden.
Der weitere Abschnitt ist parkartig ausgestaltet, wobei die Besiedlung am Ostufer bis zur Niederterrasse reicht, während das westliche Ufer bewaldet ist. Die Oker teilt sich in ihren die Kernstadt östlich umfließenden und den südlichen Arm.
Unmittelbar hinter der Teilung wird von den Armen ein Parkgelände umschlossen, in dem das Stadtbad Okeraue, das ehemalige Wolfenbütteler Wasserwerk mit historischem Wasserturm, der Stadtgraben (Ententeich) sowie weitere Freizeit- und Restaurationsanlagen vorhanden sind. Parallel zum Teich verbindet ein schmaler Graben beide Arme zwischen dem ehemaligen Fernmeldeamt und der Straße Teichgarten. Er ist ein Überbleibsel des südlichen Befestigungsgrabens und verläuft teilweise entlang der Straße Harztorwall, die er bei der nach Süden führenden Langen Straße unterquert.

### Östlicher und nördlicher Stadtgraben

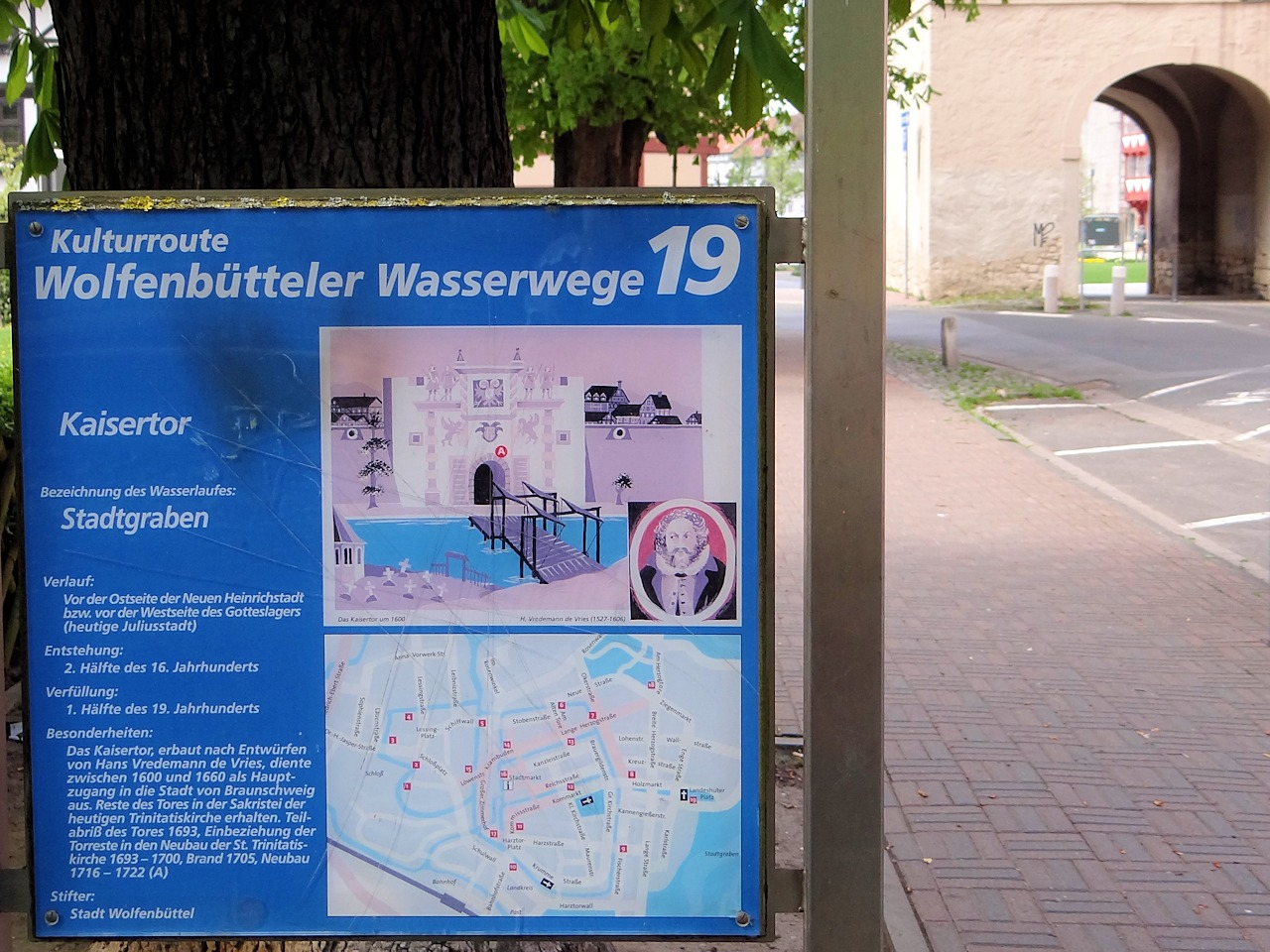
Der östliche Stadtgraben wurde durch eine Straße überbrückt, die durch das Kaisertor führte

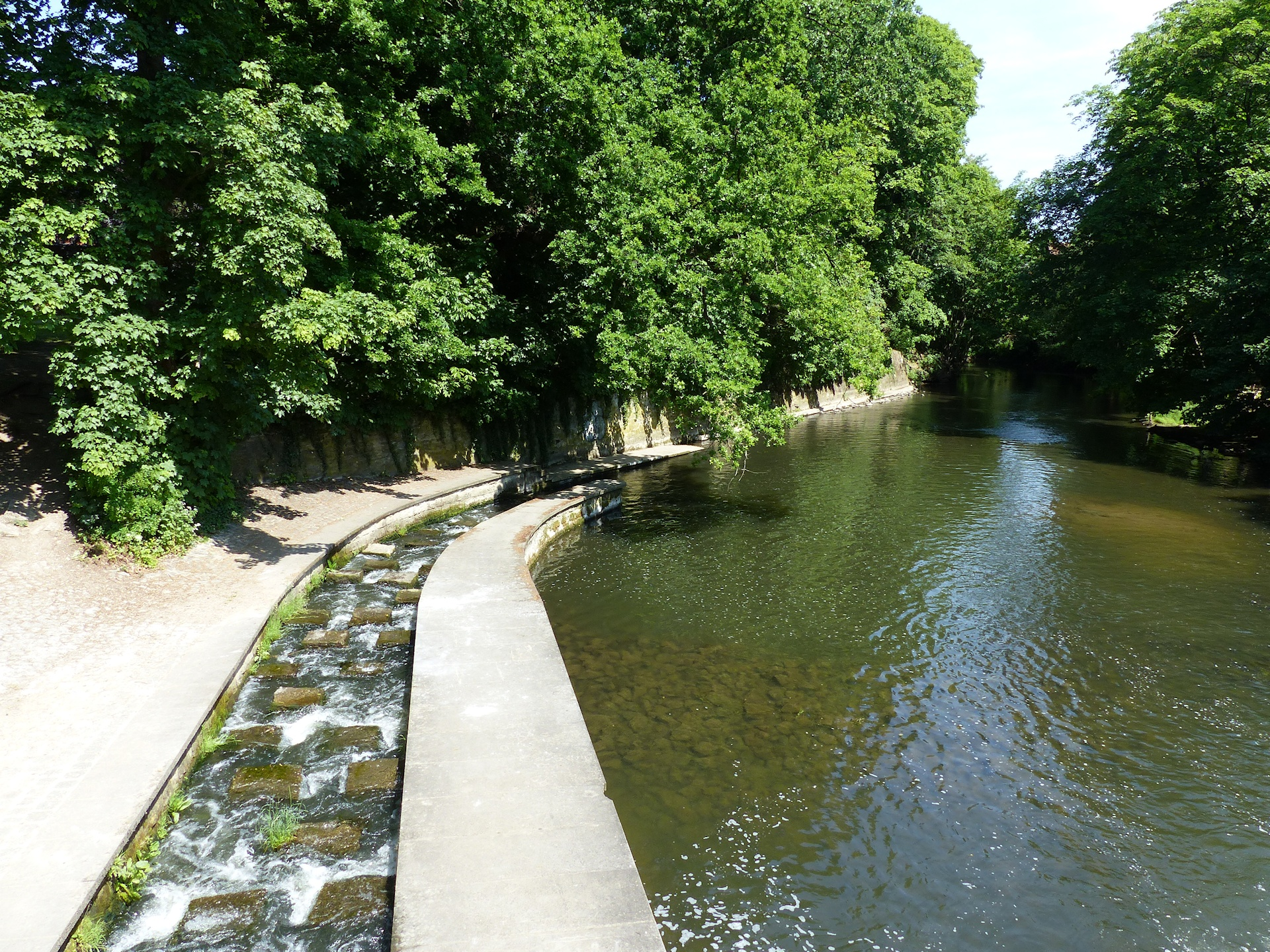
Fischaufstiegsanlage an der Brücke Marktstraße, Blick stromabwärts nach Norden.

Der Ostgraben wird auch Stadtgraben bzw. ab 1599 auch Alte Oker genannt.
Er folgt im Wesentlichen dem letzten Bastionsausbau, was an den winkligen Abschnitten bei der Justizvollzugsanstalt zu sehen ist. Dort befand sich ebenso wie oberhalb des Teichs Stadtgraben eine Bastion. Die Reste einer weiteren Bastion sind noch südlich des Rosenwalls zu sehen. Das zwischen beiden Bastionen liegende Ravelin ist in die Bebauung Am Herzogtore einbezogen worden. Das namensgebende Herzogstor befand sich hier von 1660 bis 1820 und wurde im Zuge der Walldemolierung abgebrochen. An die Stelle traten die heute noch vorhandenen klassizistischen Wachhäuschen und der Rondellplatz an der Richtung Braunschweig führenden Straße Am Herzogtore. Die Umgestaltung der Befestigungsanlagen zu den heutigen Wallanlagen erfolgte – wie auch in Braunschweig – unter der Leitung von Peter Joseph Krahe.
Ein weiteres Stadttor am Ostgraben war das Kaisertor, heute die Trinitatis-Kirche, das seit 1580 überliefert ist und den östlichen Ausgang der Heinrichstadt ebenfalls Richtung Braunschweig darstellte. Der Weg über die Oker führt heute über die Wallstraße/Marktstraße zur Juliusstadt.
Unter der Kenosha-Brücke wird die Oker eingestaut und der Lauf des Grabens richtet sich nach Westen, nimmt auf Höhe des Rosenwinkels  den aus der Innenstadt kommenden Großen Kanal auf und wendet sich nach Norden zur Friedrich-Ebert-Straße zum Vereinigungspunkt mit dem westlichen Umflutgraben.
Der nördliche und östliche Stadtgraben werden hinsichtlich der Gewässerbezeichnung als Hauptfluss der Oker angesehen (GKZ 482).

### Südlicher und westlicher Graben
Auch der südlich der Kernstadt verlaufende Stadtgraben folgt im Wesentlichen dem alten Bastionsverlauf, umschließt jedoch nicht die westlich gelegene Auguststadt. Er verläuft von Süden kommend Richtung Westen entlang des Harztorwalls, wird von der Bahnhofstraße überquert und passiert eine mit einem Fischpass versehene Staustufe. Im Seeliger-Park zweigt zur Hauptschleuse der Innenstadt-Graben ab, während die Umflut den Park nach Süden begrenzt, sich nach Norden wendet und zum Wehr an der Schleusenstraße gelangt. Weiter verläuft die Oker Richtung Norden entlang der Friedrich-Ebert-Straße, deren Seite sie wechselt, zum Zusammenfluss mit der Alten Oker.
Dieser Graben wird als Seitenarm der Oker unter der GKZ 482718 geführt.

### Innenstadtgräben

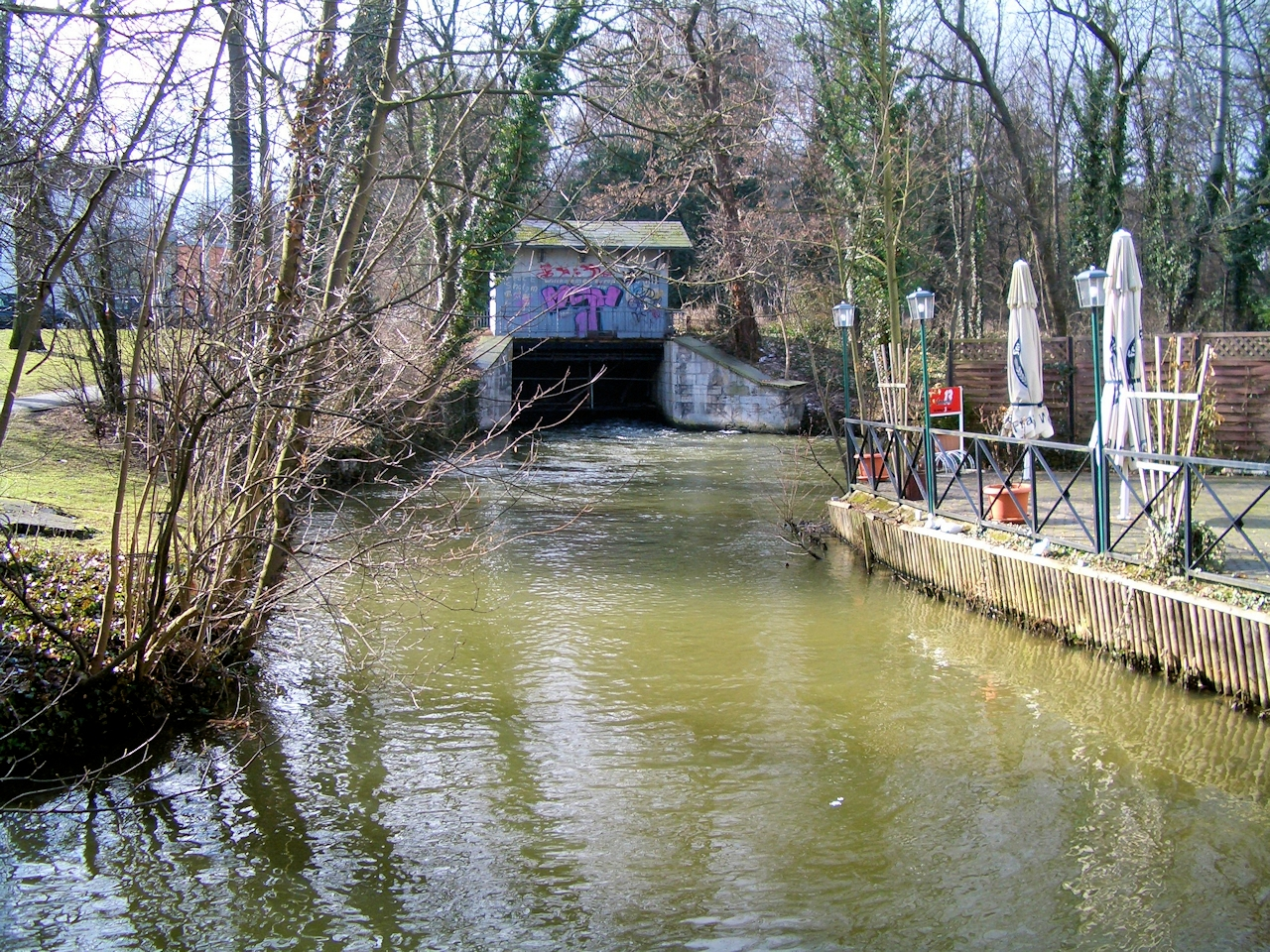
Die Hauptschleuse gegenüber dem Großen Zimmerhof. Die Oker fließt auf den Betrachter zu und nach rechts hinterm Zimmerhof Richtung Schloss ab.

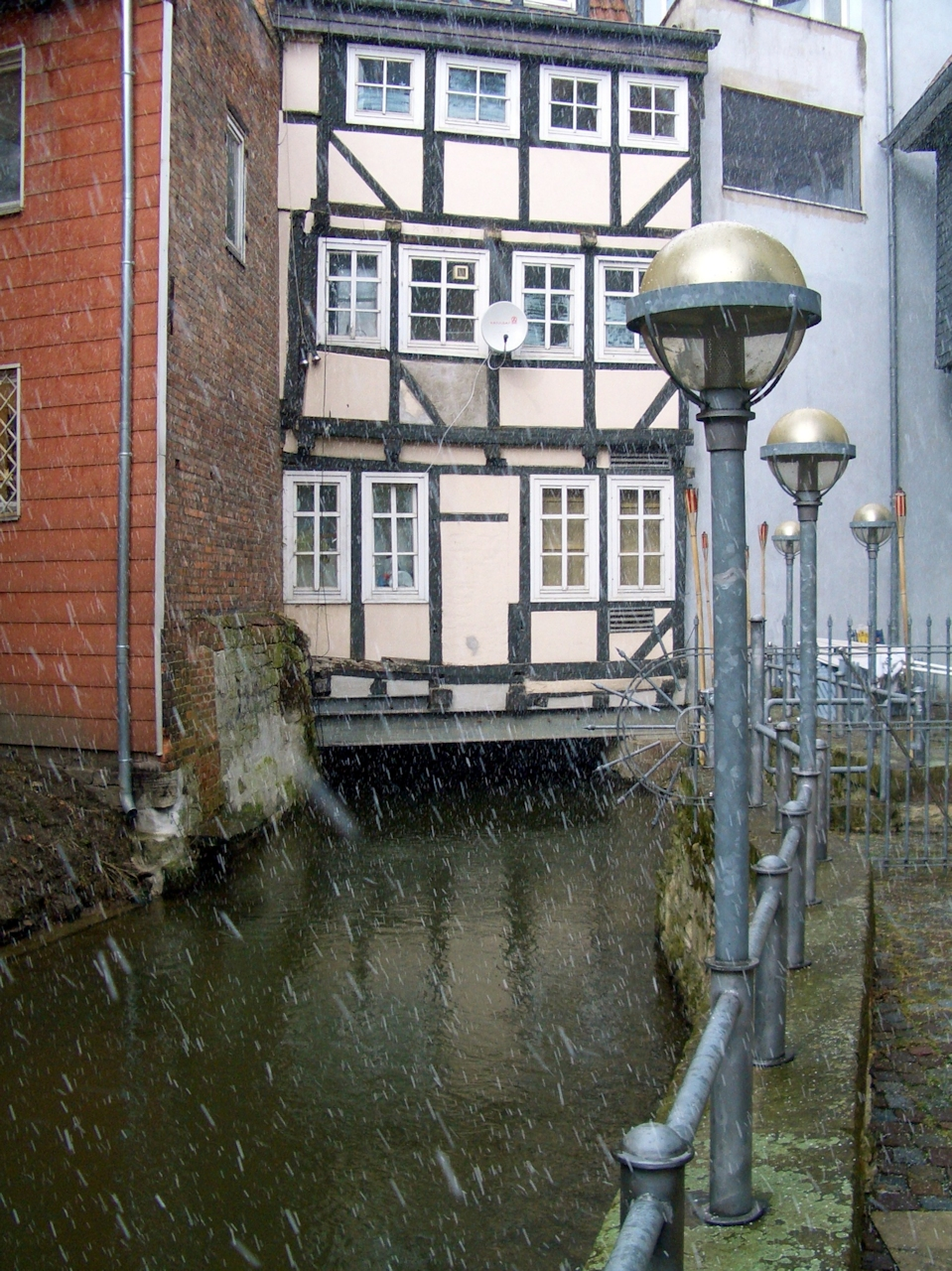
Der Große Kanal wird von den Häusern der Krambuden überbrückt, rechts das Rathaus.

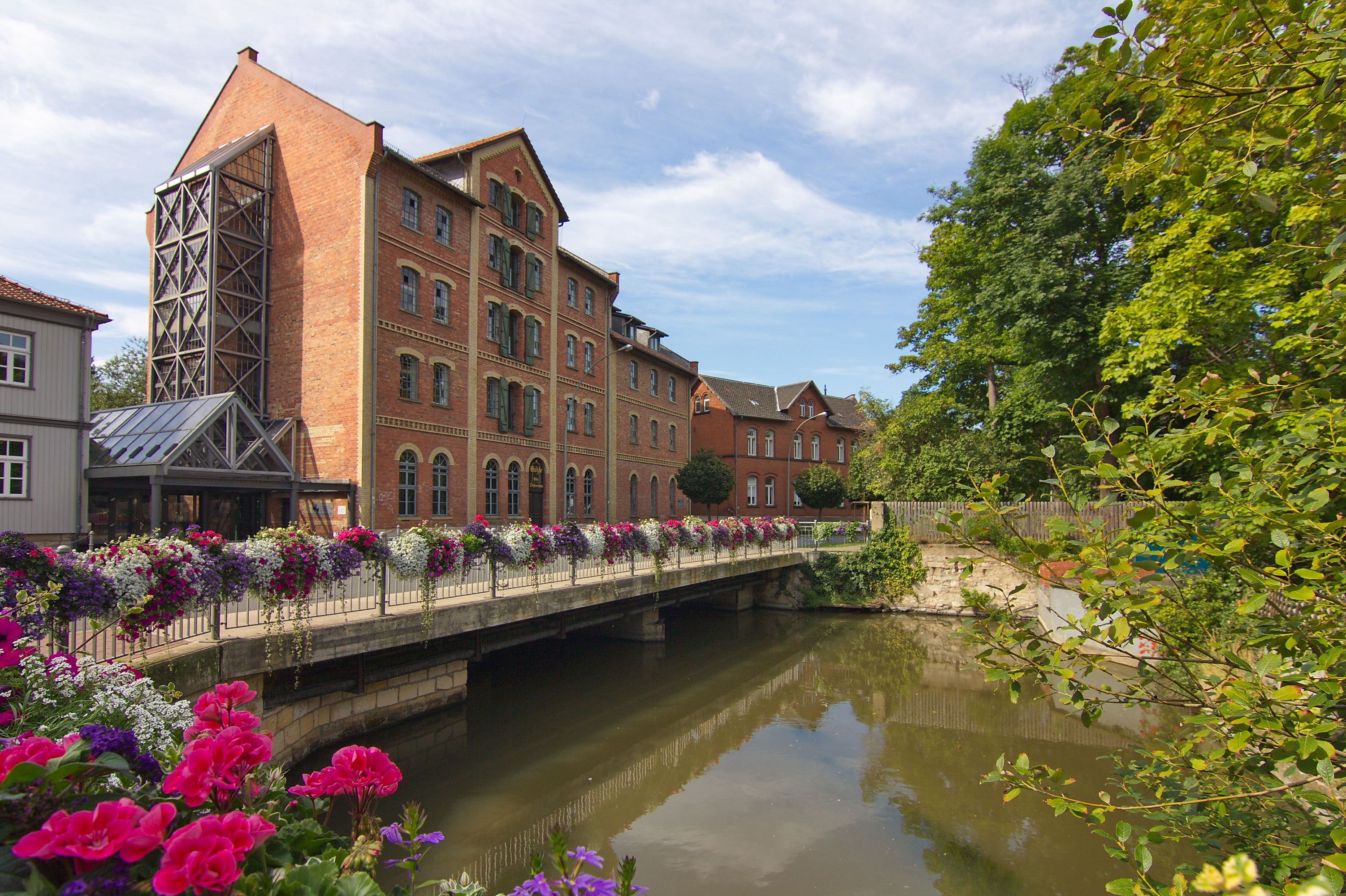
Das Ende des Großen Kanals vor der Schünemannschen Mühle.

#### Hauptschleuse am Schulwall
Am Seeligerpark fließt ein Teilstrom der Oker zur Hauptschleuse am Schulwall (GKZ 4827188), die auf die Bauperiode der Grachten unter Hans Vredeman de Vries im 16. Jahrhundert zurückgeht und den Zufluss der Oker zur Innenstadt reguliert. Unmittelbar unter der Schleuse teilt sich der Strom in zwei Gräben auf: Nach Norden wendet sich der Burggraben, heute Schloßgraben (GKZ wie vor). Nach Süden wendet sich der Schleusengraben bzw. Kommissegraben, der zum Harztor fließt (GKZ 482716).
Gegenüber der Schleuse liegt der Große Zimmerhof, wo vom Mittelalter bis zum Eisenbahnbau alles Holz, das auf der Oker nach Wolfenbüttel geflößt wurde, angelandet wurde.

#### Schloßgraben und Mühlengraben
Der Schloßgraben zweigte früher vom Dammgraben nach Westen ab, etwa dort, wo er heute den Schulwall unterquert und Richtung Schloss abknickt. Er umfließt das Schloss, an dessen Nordseite eine Pferdeschwemme vorhanden war und heute wieder rekonstruiert ist. Wenige Meter weiter unterquert er den Lessingplatz und passiert eine Wehranlage an der ehemaligen, bereits 1462 erwähnten Damm-Mühle. Ab hier wird er unter dem Namen Mühlengraben geführt und fließt heute nach Norden zum westlichen Stadtgraben. Früher knickte er auf Höhe der Bibliothek als Pulvergraben nach Osten Richtung Dammgraben ab.

#### Schleusengraben und Großer Kanal
Der Schleusengraben genannte schmale Wasserlauf knickt am Harztor nach Norden zur Kommisse ab, wo er in einem mit Werksteinen ausgemauerten Kanal verläuft. Während früher mehrere Kanäle nach Osten abzweigten, geht der Schleusengraben, der auch Kommissegraben genannt wird, unmittelbar hinter dem Durchgang zum Stadtmarkt in den Großen Kanal über. Auch dieser fließt in einem steinernen Gerinne, an dessen Ostufer ein schmaler Weg entlangführt und das Rathaus steht. Das Westufer ist dicht bis an den Kanal bebaut. Ein kurzes Stück flussabwärts wird er von der Straße Krambuden überbrückt, die beidseitig bebaut ist. In den Krambuden ist der Kanal selbst nicht wahrnehmbar.
Er tritt in Klein Venedig wieder zutage, wo die Bebauung bis an das Kanalufer heranreicht. Der Blick in diesen Bereich ist von der Brücke der Stobenstraße gut möglich, auf deren anderer Seite der Kanal in das als großes Becken ausgestaltete Oberwasser des Wehrs der Schünemannschen Mühle mündet. Der Wehrabsturz ist unmittelbar im Eingangsbereich der Mühle, die von der Bundesakademie für kulturelle Bildung als Gästehaus und Veranstaltungsbereich genutzt wird. Im Unter- und Oberwasser war früher jeweils ein Hafen vorhanden, worauf noch der Name Schiffwall hinweist. Von hier aus sind es nur noch etwa 200 Meter bis zur Einmündung des Kanals in den nördlichen Stadtgraben bei der Straße Am Rosenwinkel.

### Die Flussaue nördlich der Kernstadt

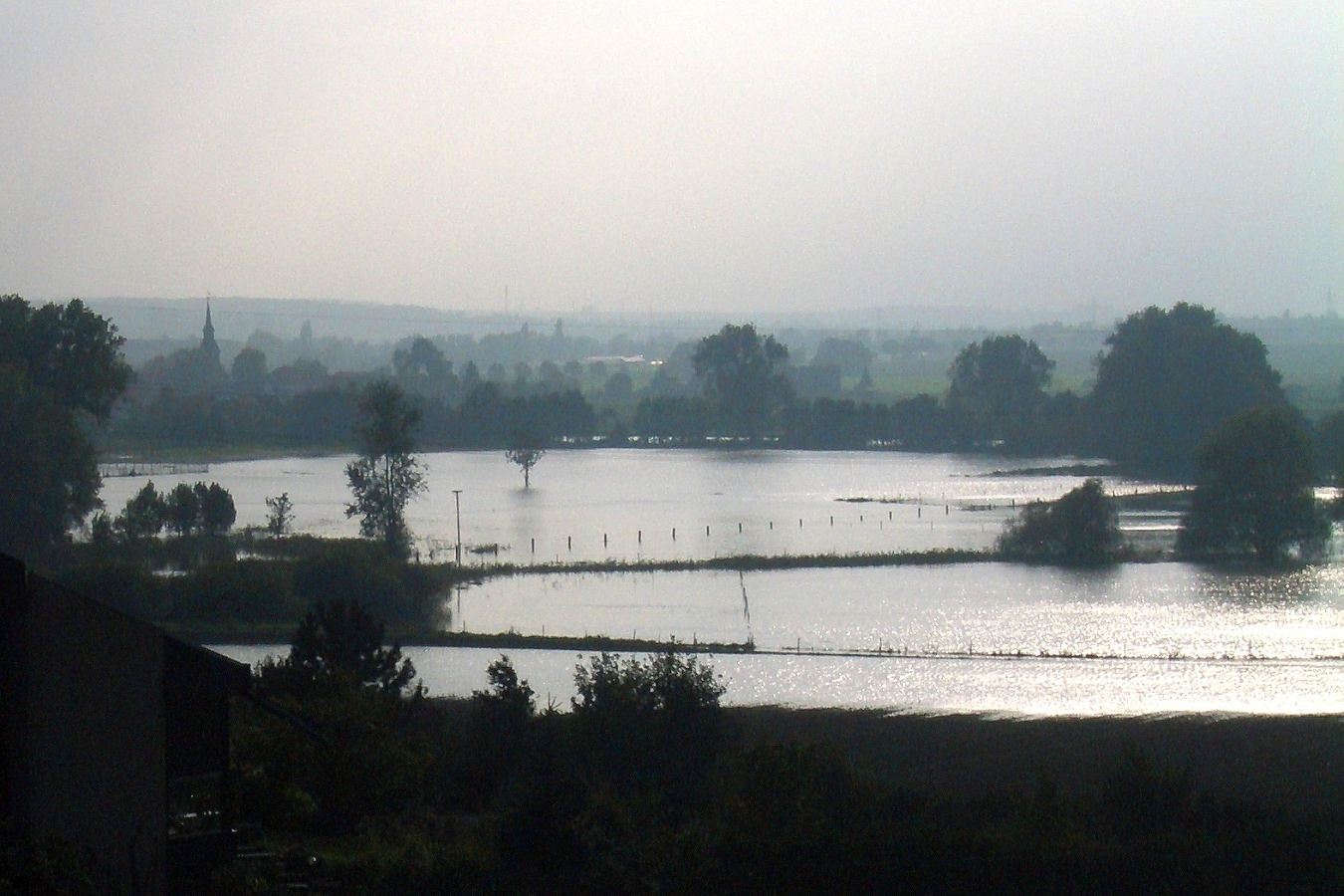
Die Okeraue nördlich von Wolfenbüttel bei Hochwasser, Blickrichtung Stadtkern 2007.

Beide die Stadt umfassenden Flussarme unterqueren nördlich des Meeschestadions die Friedrich-Ebert-Straße (Landesstraße 614) bei der Sèvres-Brücke, wo sie sich auch vereinen. Die Kläranlage der Stadt Wolfenbüttel liegt unmittelbar hinter dem Zusammenfluss am Ostufer der Oker. Bei Groß Stöckheim mündet von links der Brückenbach in einer von Wiesen geprägten Umgebung. Der Fluss folgt dem ursprünglichen Talverlauf, der im Westen durch die Ausläufer des Thieder Lindenbergs und im Osten durch den Schieferberg am Lechlumer Holz vorgegeben wird. Einige Abschnitte sind begradigt worden, wobei die ursprünglichen Mäander durchaus noch in den Kartenwerken durch tote Arme oder Tümpel erkennbar sind. Der Abschnitt wird in den niederen Bereichen für Wiesen, im überwiegenden Teil aber intensiv landwirtschaftlich für Weizen- und Rübenanbau genutzt.
Letzter markanter Punkt auf dem Wolfenbütteler Stadtgebiet ist der ehemalige Schwedendamm, von dem kaum noch Reste wahrnehmbar sind. Bei der Autobahn A 36 verlässt die Oker Wolfenbüttel und wird zur Oker in Braunschweig.

### Nutzung der Oker und der Okeraue
Außerhalb der Kernstadt herrscht zwar die landwirtschaftliche Nutzung vor, entlang der Oker gibt es jedoch im Wolfenbütteler Raum Wander- und Radwege entlang der Oker.
In der Kernstadt sind die Parkanlagen attraktive Naherholungsgebiete und Orte für kulturelle Veranstaltungen. Auch die historischen Okerarme und natürlich die Schünemannsche Mühle werden in Kulturevents eingebunden. Das historische Grachtensystem lädt zu Erkundungen in der Fachwerkstadt ein, auch wenn das Flair einer Grachtenstadt heute nicht mehr in dem ursprünglichen Umfang vorhanden ist.

## Historische Gräben und Grachten

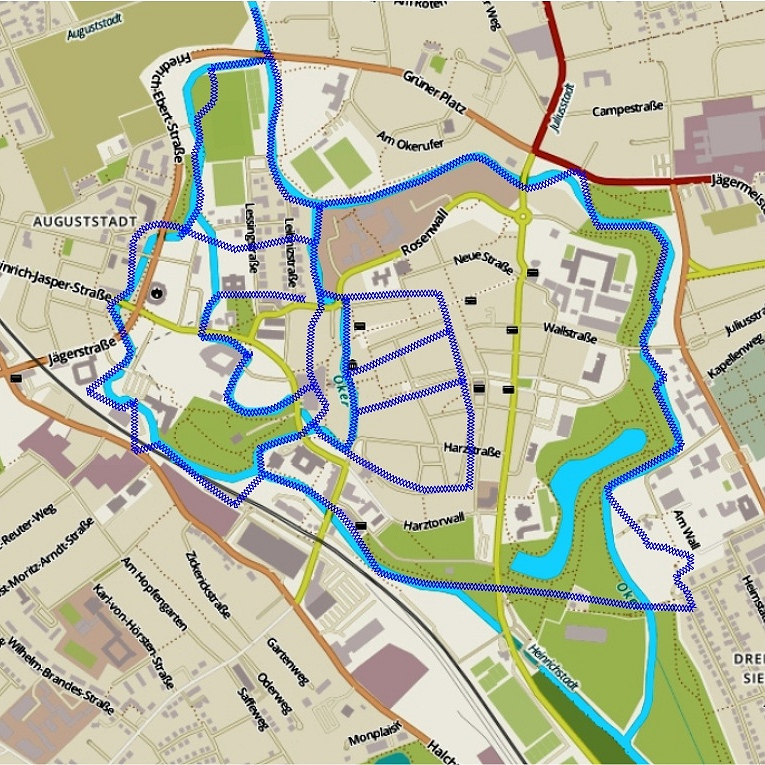
Lageplan des Okerverlaufs heute (2015) und schraffiert dunkelblau der Verlauf von 1741 (ohne Festungsgräben vor den Bastionen).

### Entstehung
Der Bau eines Grachtensystems erfolgte ab 1542 zur Regierungszeit Herzog Julius’ im Zuge des Aus- und Neubaus der Heinrichstadt. Das landschaftliche Umfeld war vermutlich eine sumpfige Okeraue, die zu entwässern war. Darüber hinaus bestand ein nachhaltiger Bedarf an einer soliden Wasserversorgung. Außerdem waren Wasserwege früher die bevorzugten Transportwege. Julius beauftragte den Niederländer Hans Vredeman de Vries mit der Planung der wassertechnischen Bauwerke.

### Dammgraben
Der Standort des Schlosses und seiner näheren Bebauung wird historisch auch Dammfeste genannt. Diese war zur östlichen Heinrichstadt hin durch einen breiten Flusslauf abgetrennt, der Dammgraben genannt wurde und sich von der Hauptschleuse zur Schünemannschen Mühle erstreckte, die damals Neue Mühle hieß. Seine Länge betrug 267 Meter, er wurde 1806 zugeschüttet. In der zuvor zur Festung ausgebauten Stadt stellte er ebenfalls eine deutliche Trennung der beiden Stadtteile dar, die erst 1747 mit der Auguststadt und der Juliusstadt unter dem Namen Wolfenbüttel zusammengefasst wurden. Am Übergang des Dammgrabens stand bis 1803 das Dammtor – ungefähr bei der heutigen Fußgängerüberquerung von der Löwenstraße zum Schloßplatz.

### Schleusengraben/Großer Kanal

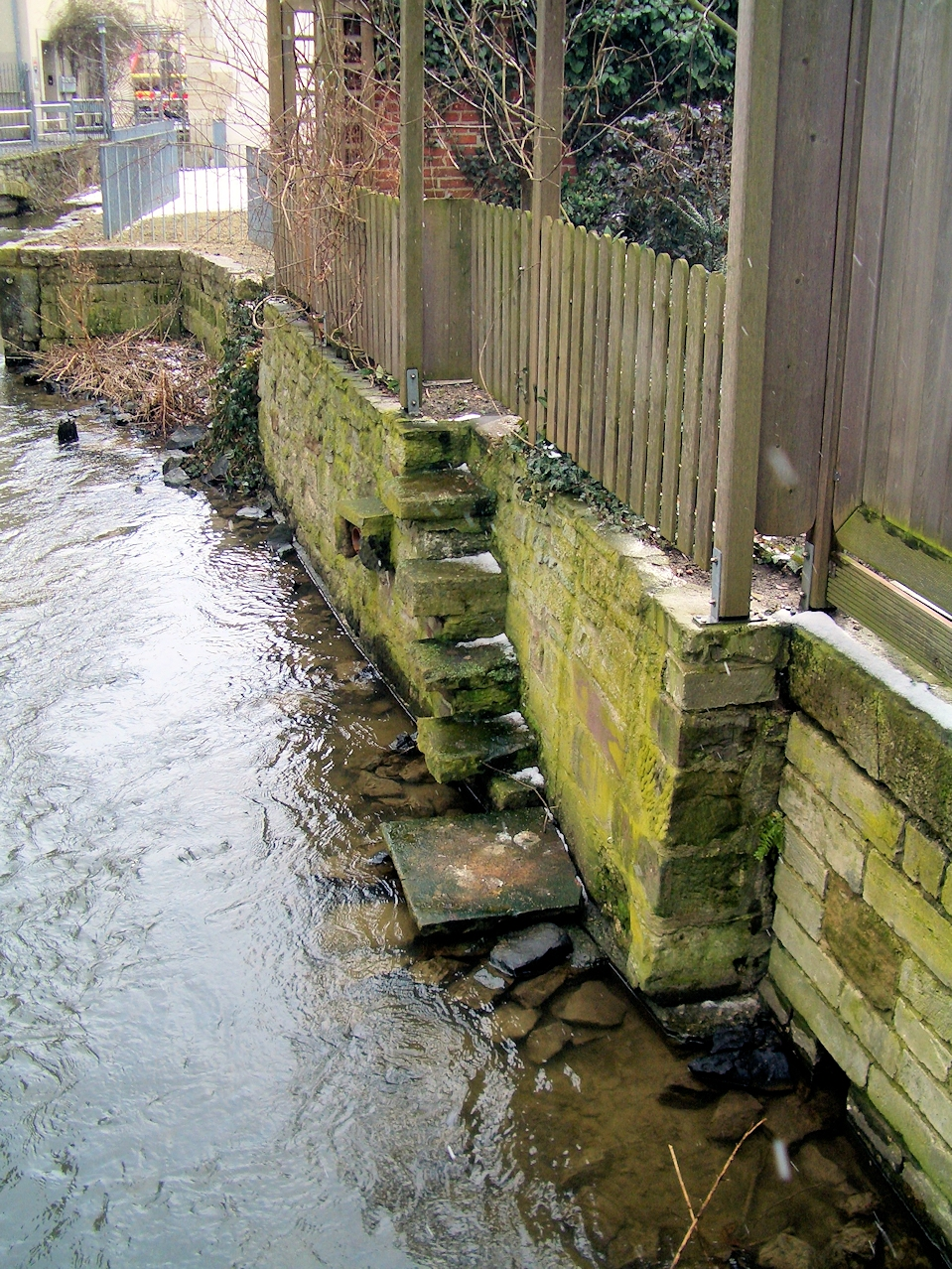
Treppchen an der Ufereinfassung des Großen Kanals, vermutlich zum Wasserschöpfen.

Der Schleusengraben und der Große Kanal waren die ab 1588 angelegten zentralen Wasserläufe parallel zum Dammgraben, von denen die in West-Ost-Richtung verlaufenden Gräben abzweigten und die unabhängig vom Dammgraben genutzt werden konnten. Über deren bautechnischen Aufbau ist nur wenig bekannt, lediglich steinerne Brücken sind 1602 über den Kleinen Kanal und 1604 über den Großen Kanal im Zuge der Krambuden überliefert.
Der Große Kanal stellte einen wichtigen Transportweg zwischen dem Oberwasser der Neuen Mühle und dem Harztor bzw. dem Zimmerhof sowie in die Heinrichstadt dar.

### Kleiner Kanal
Der Kleine Kanal zweigte bei der Kommisse, etwa am Durchgang zum Stadtmarkt, nach Osten ab und verlief zwischen und parallel zu Reichsstraße und Kornmarkt, also in der Mitte der unbebauten Fläche. Seine Länge betrug 214 Meter. Ab 1754 ist die Befestigung der Ufer mit Steinen überliefert. Die Breite betrug 1,30 und die Tiefe 1,60 Meter, er war schiffbar. An seinem Ufer waren Brauer und Fleischer ansässig. Er hieß später auch Muddegraben, möglicherweise war er stark verschlammt. Er wurde vor 1867 verfüllt.

### Fauler Graben
Vor der Unterquerung der Krambuden, also an der Nordseite des Stadtmarktes, zweigte der Kanzleistraßen-Kanal vom Großen Kanal ab und floss parallel zu Kanzleistraße und Langer Herzogstraße. Er war wohl schmaler als der Kleine Kanal und wurde Fauler Graben genannt, was möglicherweise auf seinen Geruch schließen lässt. Er wurde bereits zwischen 1730 und 1796 verfüllt.

### Bruchgraben und Altes Tor

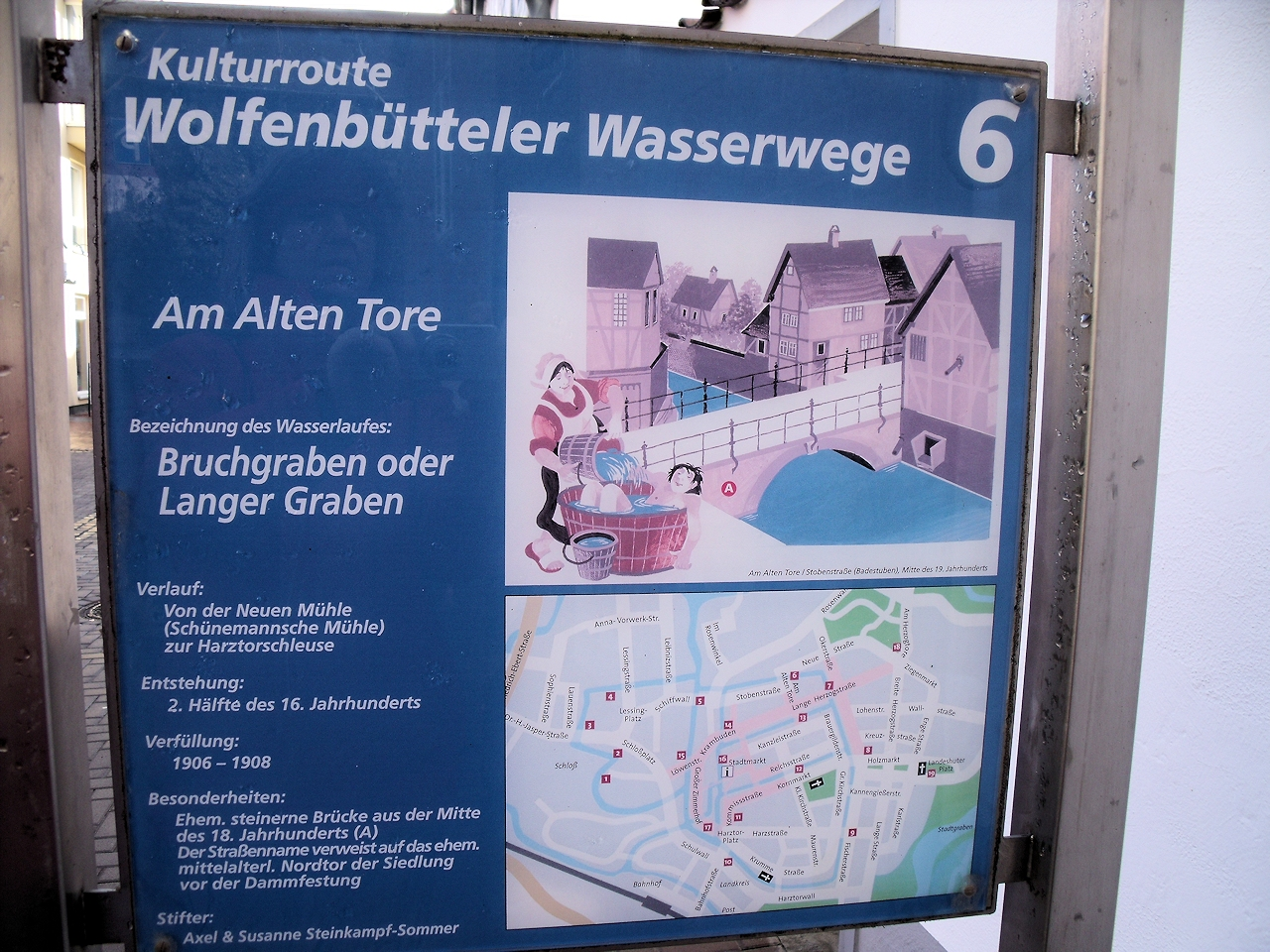
---

Am Nordende des Großen Kanals, also bei der Stobenstraße, mündete von Osten der Bruchgraben, an dem vorwiegend Gerbereien und Färbereien ansässig waren. Da diese eine große Gewässerverschmutzung verursachten, siedelte man sie im Mittelalter am Unterlauf eines Flusses an, während man im oberen Lauf das Trinkwasser entnahm. Der Bruchgraben ging im Osten in den Langen Graben über, etwa bei der heutigen Okerstraße.
Bei der Straße Am Alten Tor wurde der Kanal überbrückt. Eine steinerne kopfsteingepflasterte Brücke existierte bis 1910. Das Alte Tor selbst ist vor 1542 erbaut worden und stellte bis 1614 den bedeutendsten Zugang zur Heinrichstadt dar. Es wurde durch das Kaisertor ersetzt, das ab 1589 errichtet wurde.

### Langer Graben und Harztor
Die West-Ost-Kanäle endeten alle am Langen Graben, der sich vom Harztor kommend südlich um die Heinrichstadt entlang der Krummen Straße wand, bei der Fischerstraße nach Norden abknickte und zum Bruchgraben führte. Vermutlich war er der Befestigungsgraben für die Alte Heinrichstadt.
An dem 1603 erbauten Harztor verzweigte sich der Schleusengraben zu dem Richtung Kommisse führenden Graben und zum Langen Graben. Das Tor sicherte den wichtigen Weg nach Süden und wurde erst 1834 abgerissen, als die Eisenbahnverbindung nach Harzburg geschaffen wurde.

### Hygienische Missstände
Nahezu alle Städte standen vor dem Problem, dass die Trinkwasserversorgung zwar teilweise aus Tiefbrunnen, zum großen Teil aber auch aus den offenen Gewässern, also den Flüssen erfolgte. Diese wurden gleichzeitig als Abwasserkanäle für Fäkalien und Gerbereiwässer genutzt. Auch die reine Brauchwassernutzung zum Wäschewaschen konnte für eine Keimverschleppung und zu Seuchen führen. Spätestens im 19. Jahrhundert wurde dies durch die Cholera-Epidemien zusammen mit dem explodierenden Bevölkerungswachstum zu einem lebensbedrohenden Umstand. Wie auch im benachbarten Braunschweig beschloss man, möglichst viele offene Kanäle entweder zu verfüllen oder zu überdecken und nur noch als Abwasserkanäle zu nutzen. Die Trinkwasserversorgung in Wolfenbüttel wurde auf Grundwasser umgestellt, das vor der Stadt aus den Kiesgründen der Oker gefördert wurde.
Darüber hinaus gab es schon früher bei den Kanälen der Heinrichstadt die Neigung zu extrem starker Verschlammung, was auf eine niedrige Fließgeschwindigkeit und den starken Eintrag von sedimentierbaren Stoffen wie Kot und Dreck zurückgeführt werden könnte. In Folge ist von den architektonisch bisweilen anspruchsvoll gestalteten Grachten und Brückenbauwerken heute nicht mehr viel vorhanden.

### „Wolfenbütteler Wasserwege“
Die Stadtmarketinggesellschaft Wolfenbüttel hat 2008 mit einigen Sponsoren 19 zweisprachige Informationstafeln im Innenstadtbereich unter dem Projektnamen „Wolfenbütteler Wasserwege“ aufstellen lassen, die auf historisch interessante Punkte hinweisen. Dabei handelt es sich um Bauwerke und Straßen, aber auch auf verfüllte und heute nicht mehr sichtbare Abschnitte des Grachtensystems. Die Tafeln und der zugehörige Informationsflyer wurden mit Arbeiten der Illustratorin Margret Rettich aufgewertet.